# Doctor Fink
Matt (Matthew) Fink, beter bekend onder zijn artiestennaam Doctor Fink is een Amerikaans muzikant wiens specialiteit de synthesizer is. Hij was een lid van het eerste uur van de eerste band van Prince, genaamd The Revolution. 
Doctor Fink verschijnt tijdens een optreden meestal gekleed in de werkkleding van een chirurg. Hierbij draagt hij een hygiënekapje, stethoscoop en een zonnebril. Doctor Fink werkte met Prince tót 1990, waarbij hij kon worden gerekend tot een eerste lid van The New Power Generation (de band had officieel nog niet een naam, maar Doctor Fink was in de bezetting aanwezig). Doctor Fink was het enige lid van The Revolution die na het uiteengaan van de band en Prince, nog met Prince bleef werken. Fink was ook een lid van de Jazz-fusion band Madhouse.
Tot het bekende werk van Doctor Fink behoren een aantal nummers van Prince waaraan Fink heeft meegeschreven en tevens uitgevoerd: "Dirty Mind", "Head", "Jack U Off", "Computer Blue" en "Baby, I'm a Star"
Sinds zijn vertrek bij Prince heeft Fink zich beziggehouden met het produceren van artiesten en het opnemen van muziek voor computerspellen en speelfilms.
Fink heeft in 2003 een eigen album uitgebracht, genaamd Ultrasound.